# فن إنجليزي

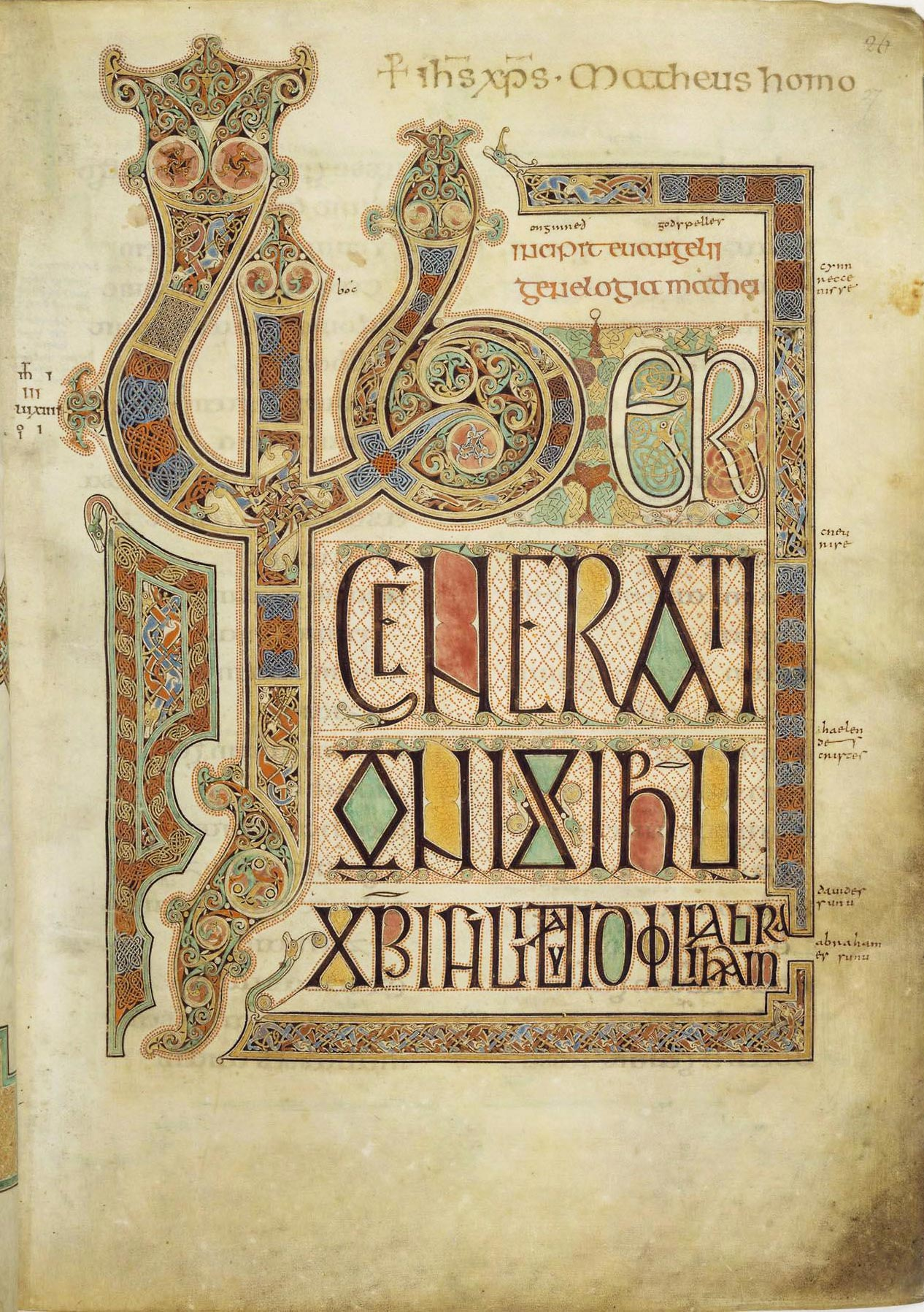
الصفحة رقم 27 من أناجيل ليندسفارن من القرن الثامن الميلادي والتي تحتوي على البشارة من إنجيل متى.

الفن الإنجليزي هو مجموع الفنون المرئية التي ابتُكرت في إنجلترا. تمتلك إنجلترا الفن الأقدم في أوروبا وغالب فن كهوف العصر الجليدي الأخير في أقصى الشمال. يتوافق فن ما قبل التاريخ في إنجلترا إلى حد كبير مع الفن المُبتكر في أماكن أخرى من بريطانيا المعاصرة له، لكن الفن الأنجلوسكسوني شهد نشأة أسلوب إنجليزي مميز في العصور الوسطى المبكرة، واستمر الفن الإنجليزي بعد ذلك في أن يكون له طابعًا مميزًا. يمكن اعتبار الفن الإنجليزي المُبتكر بعد تشكيل مملكة بريطانيا العظمى عام 1707 في معظم جوانبه المتزامنة فن المملكة المتحدة.
كان للتصوير الإنجليزي في العصور الوسطى، الديني بشكل رئيسي، تقليد محلي قوي وكان مؤثرًا في أوروبا. لكن حركة الإصلاح الإنجليزية، والتي كانت معاديةً للفن، لم توقف هذا التقليد فجأة فحسب، بل تسببت في تدمير كل اللوحات الجدارية تقريبًا. فلم يبق بأعداد جيدة إلا المخطوطات المذهبة.
شهد عصر النهضة الإنجليزي اهتمامًا كبيرًا بتصوير البورتريه، فكانت منمنمات البورتريه أكثر شيوعًا في إنجلترا منها في أي مكان آخر. وكان النحت في هذا العصر (عصر النهضة الإنجليزي) معماريًا في أغلبه ومخصصًا لفن الشعائر الجنائزية. بدأ الاهتمام بتصوير المناظر الطبيعية الإنجليزي في التطور بحلول الوقت الذي أصدر فيه قانونا الاتحاد عام 1707.
حاول عديدون، من بينهم، الباحث في الفن نيكولاس بيفسنر (في كتابه من عام 1956 إنجليزية الفن الإنجليزي)، ومؤرخ الفن روي سترونج (في كتابه من عام 2000 روح بريطانيا: تاريخ سردي للفنون)، والناقد بيتر أكرويد (في كتابه من عام2002 ألبيون) وضع تعريفات فنية للفن الإنجليزي.

## الفن الأقدم
يقع الفن الإنجليزي الأقدم - وأيضًا فن الكهوف الأقدم في أقصى شمال أوروبا - في أنقاض كريسويل بدربيشاير، ويُقدَّر عمره بين 13000 و 15000 عام. في عام 2003، عُثر على أكثر من 80 رسمًا ونقشًا غائرًا، تصور الغزلان، والبيسون، والخيول، وما قد يكون طيورًا أو أشخاصًا برؤوس طيور. يرجع تاريخ المساحات الطقوسية الضخمة الشهيرة في ستونهنج إلى العصر الحجري الحديث؛ نحو 2600 ق.م.، منذ نحو 2150 ق.م.، تعلم شعب حضارة القدور الجرسية طريقة سبك البرونز، واستخدموا كلًا من القصدير والذهب. وقد أصبحوا ماهرين في تنقية الفلزات وبقيت أعمالهم الفنية، الموضوعة في القبور أو حفر القرابين. في العصر الحديدي، وصل أسلوب فني جديد متمثلًا في ثقافة الكلت وانتشر في جميع أنحاء الجزر البريطانية. وفيه ظلت المشغولات المعدنية، وخاصة الحلي الذهبية، ذات أهمية، رغم استخدام الحجر والخشب أيضًا على الأرجح. استمر هذا الأسلوب في بريطانيا الرومانية، بدءًا من القرن الأول قبل الميلاد، وشهد نهضة في إنجلترا في العصور الوسطى. جلب وصول الرومان الأسلوب الكلاسيكي الذي بقيت منه العديد من المعالم الأثرية وخاصة فن الشعائر الجنائزية والتماثيل والتماثيل النصفية. كما أحضروا المشغولات الزجاجية والفسيفساء. في القرن الرابع، أُدخِل عنصر جديد إذ ابتُكر أول فن مسيحي في بريطانيا. حُفظت العديد من لوحات الفسيفساء ذات الأيقونات والصور المسيحية. تفتخر إنجلترا بأن لديها بعض أروع الأشكال المنحوتة في التلال مما قبل التاريخ؛ مثال مشهور منها هو حصان أوفنجتون الأبيض في أكسفوردشير، الذي «حُرس بيقظة لأكثر من 3000 عام ... باعتباره تحفة من الفن التقليلي.»

## فن العصور الوسطي
بعد نهاية الحكم الروماني في بريطانيا، دمج الفن الأنجلوساكسوني التقاليد الجرمانية، كما يمكن رؤيتها في الأعمال المعدنية لساتون هوو. كان النحت الأنجلوساكسوني الأبرز في وقته، على الأقل في الأعمال الصغيرة من العاج أو العظم التي بقيت كلها تقريبًا. أنتج طراز الفن الجزيري المشترك في جميع أنحاء الجزر البريطانية، خاصةً في نورثمبريا، أفضل الأعمال المُنتجه في أوروبا، حتى قامت غارات الفايكنج والغزوات بقمع الحركة إلى حد كبير؛ كتاب ليندسفارن هو أحد الأمثلة التي أنتُجت بالتأكيد في نورثمبريا. أظهر الفن الأنجلوساكسوني تطورًا كبيرًا عن الأنماط الأوروبية المعاصرة له، ولا سيما في الأشغال المعدنية والمخطوطات المذهبة مثل كتاب أدعية الأسقف أثيلوولد. لم تبق أي من اللوحات أو المنحوتات الأنجلوساكسونية ذات الحجم الكبير التي نعرف أنها كانت موجودة.
بحلول النصف الأول من القرن الحادي عشر، استفاد الفن الإنجليزي من الرعاية السخية للنخبة الأنجلوساكسونية الثرية، التي قيَّمت فوق كل شيء مشغولات المعادن الثمينة. لكن الغزو النورماندي لإنجلترا عام 1066 أدى إلى توقف مفاجئ لهذه الطفرة الفنية، وبدلًا منها أذيبت المشغولات أو نُقلت إلى نورماندي. يعود تاريخ ما يسمى بنسيج بايو – وهو قطعة كبيرة من القماش المطرز إنجليزي الصنع مُصوَّر عليها الأحداث التي أدت إلى الغزو النورماني - إلى أواخر القرن الحادي عشر. بعد عدة عقود من الغزو النورماندي، عاد تصوير المخطوطات في إنجلترا مرة أخرى ليكون من بين الأفضل في أوروبا؛ في الأعمال الرومانسكية مثل إنجيل ونشستر ومزامير سانت ألبان، ثم في الأعمال القوطية المبكرة مثل مزامير تيكهيل. كان ماثيو باريس (1200-1259) أشهر مذهب إنجليزي للمخطوطات في تلك الفترة. بعض الأمثلة النادرة الباقية للتصوير الإنجليزي على الألواح في العصور الوسطى، مثل لوح ويلتون المزدوج ووستمنستر ريتابل، من أعلى مستويات الجودة. كان لدى إنجلترا، من أواخر القرن الرابع عشر إلى أوائل القرن السادس عشر، صناعة كبيرة في النقوش المصنوعة من المرمر في نوتنغهام للوحات المذابح والتماثيل الصغيرة المناسبيّن للأسواق المتوسطة، والتي صُدِرت في جميع أنحاء أوروبا الشمالية. من الأشكال الفنية الأخرى التي قدمتها الكنيسة الزجاج الملون، الذي اعتُمِد أيضًا في الاستخدامات العلمانية.

### فن العصور الوسطى: معرض الصور

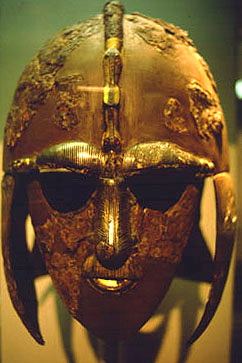
خوذة ساتون هوو؛ نحو 625 م..
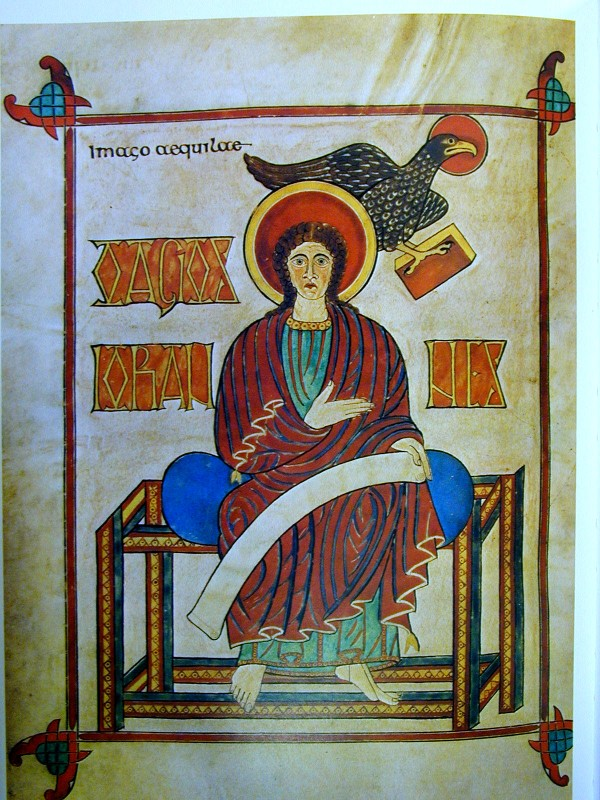
أناجيل ليندسفارن؛ نحو 700 م..
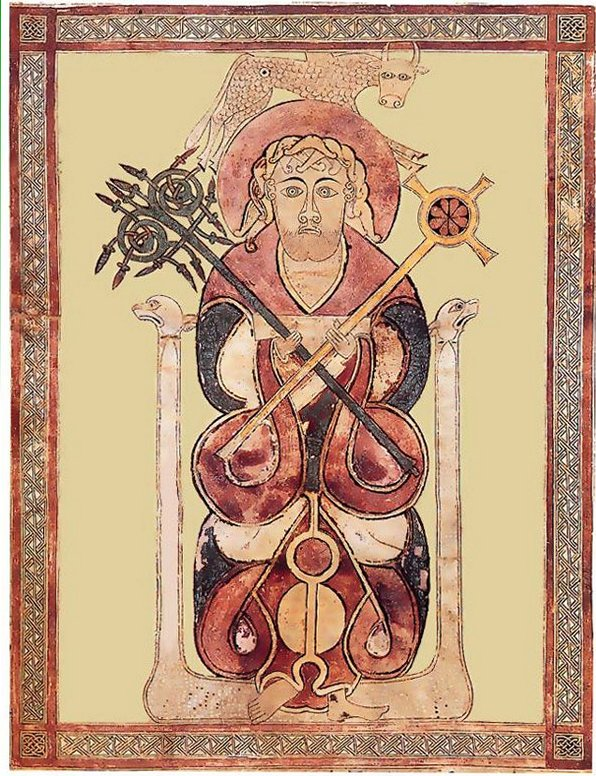
أناجيل ليشفيلد؛ نحو 730 م..
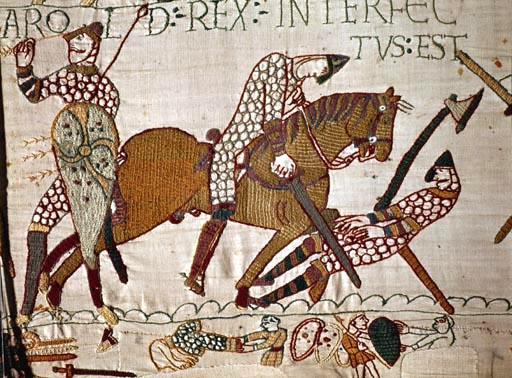
تفصيلة مما يسمى نسيج بايو؛ نحو سبعينيات القرن الحادي عشر الميلادي.
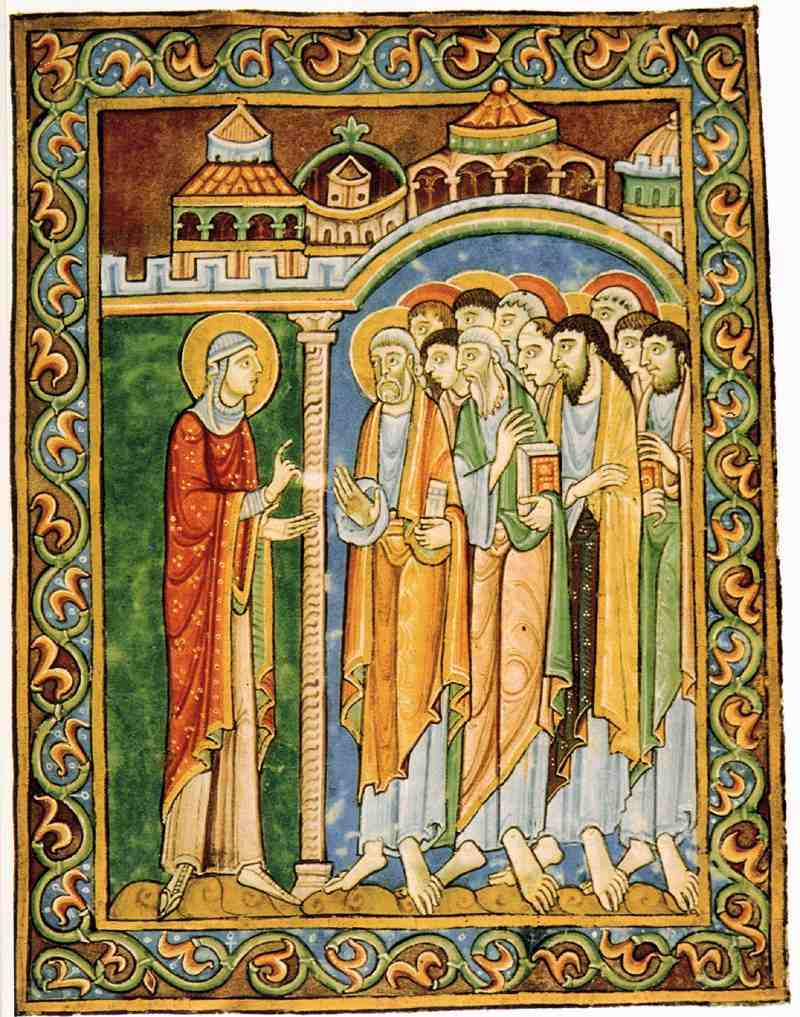
مريم المجدلية تعلن عن قيامة يسوع، من مخطوطة مزامير سانت ألبان؛ 1120-1145 م..
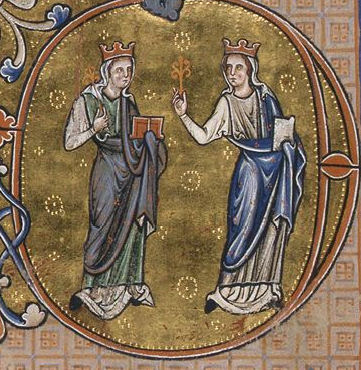
مزامير بيتربرة في متحف فيتزويليام؛ قبل 1222 م..
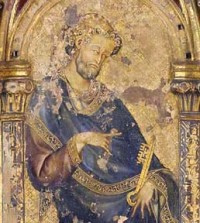
وستمنستر ريتابل؛ نحو سبعينيات القرن الثالث عشر..
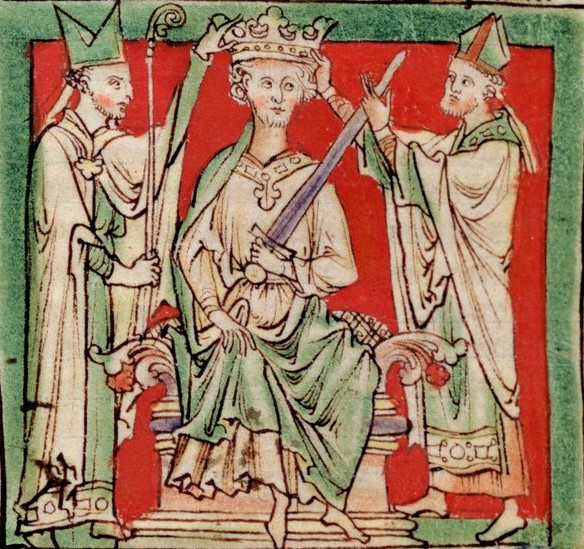
الملك آرثر في مخطوط ماتيو باريس فلوريس هيستورياروم (زهور التاريخ)؛1306-1326 م..
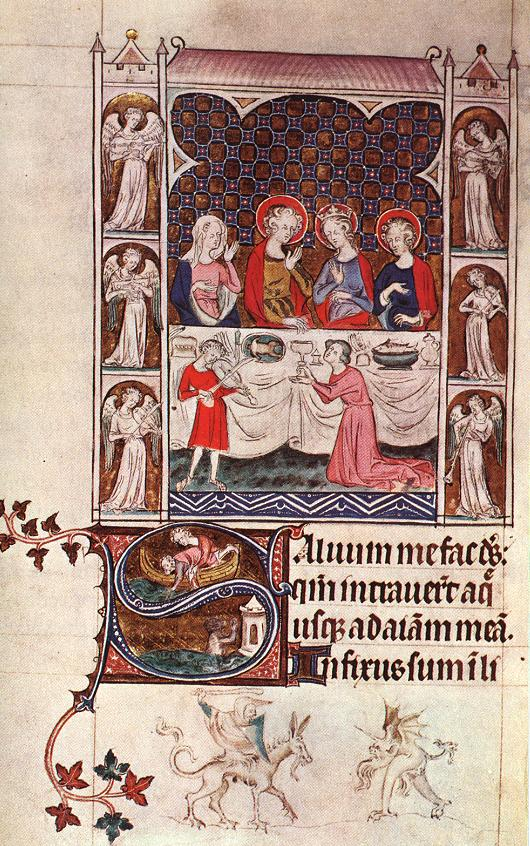
مزامير ماري الأولى ملكة إنجلترا؛ 1310-1320 م..
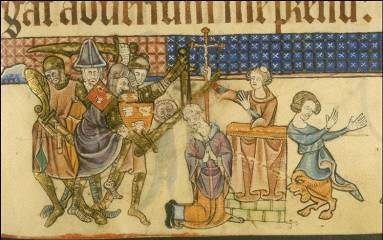
موت القديس توماس بيكيت في مزامير لوتريل؛ 1320-1345 م..
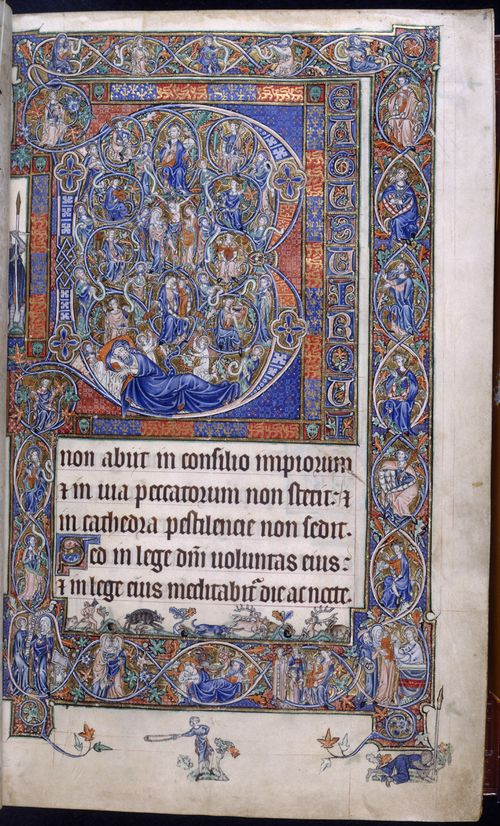
مزامير غورلستون؛ القرن الرابع عشر الميلادي..
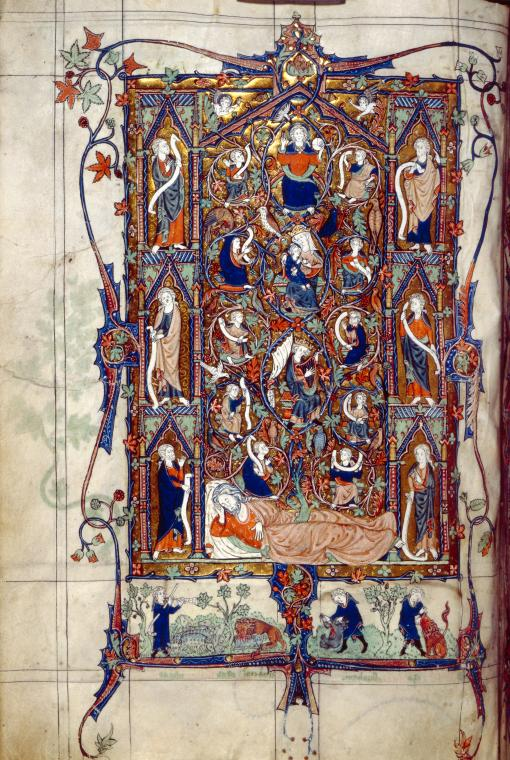
مزامير تيكهيل؛ القرن الرابع عشر الميلادي..
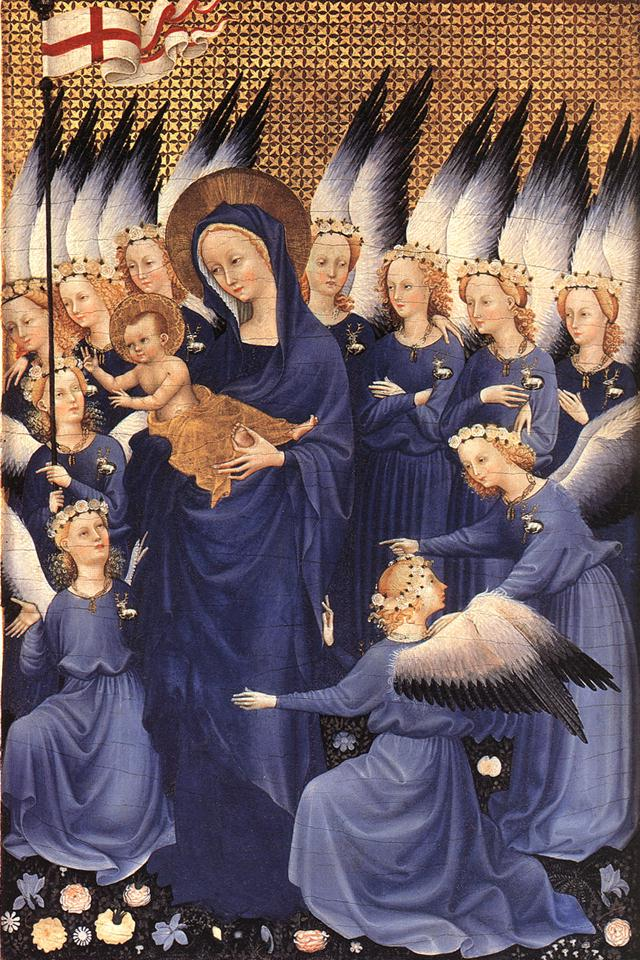
لوح ويلتون المزدوج (لوحة ثنائية)؛ نحو 1395-1399 م..
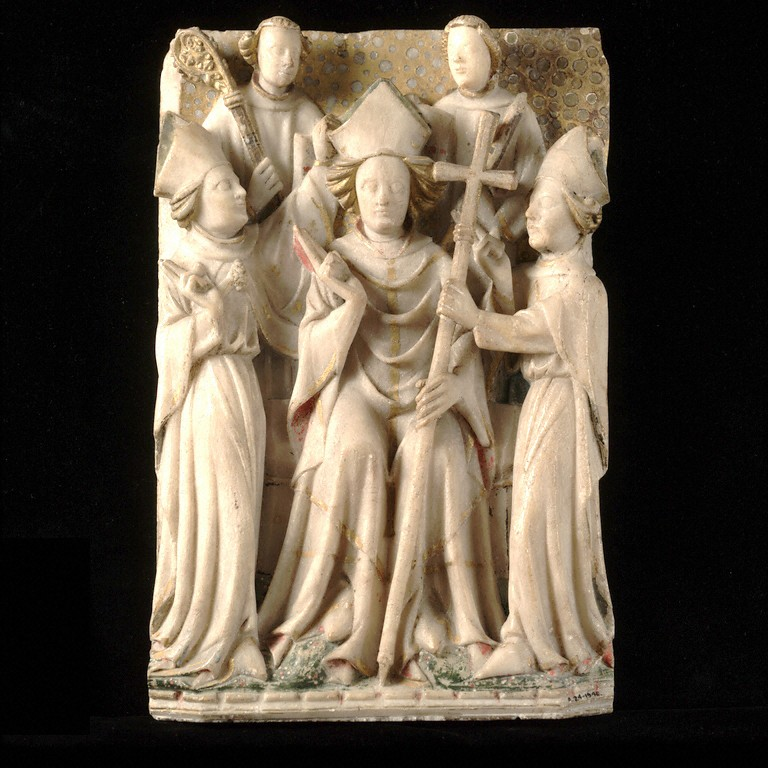
تمثال من مرمر نوتنغهام لسانت توماس بيكيت؛ القرن الخامس عشر الميلادي..
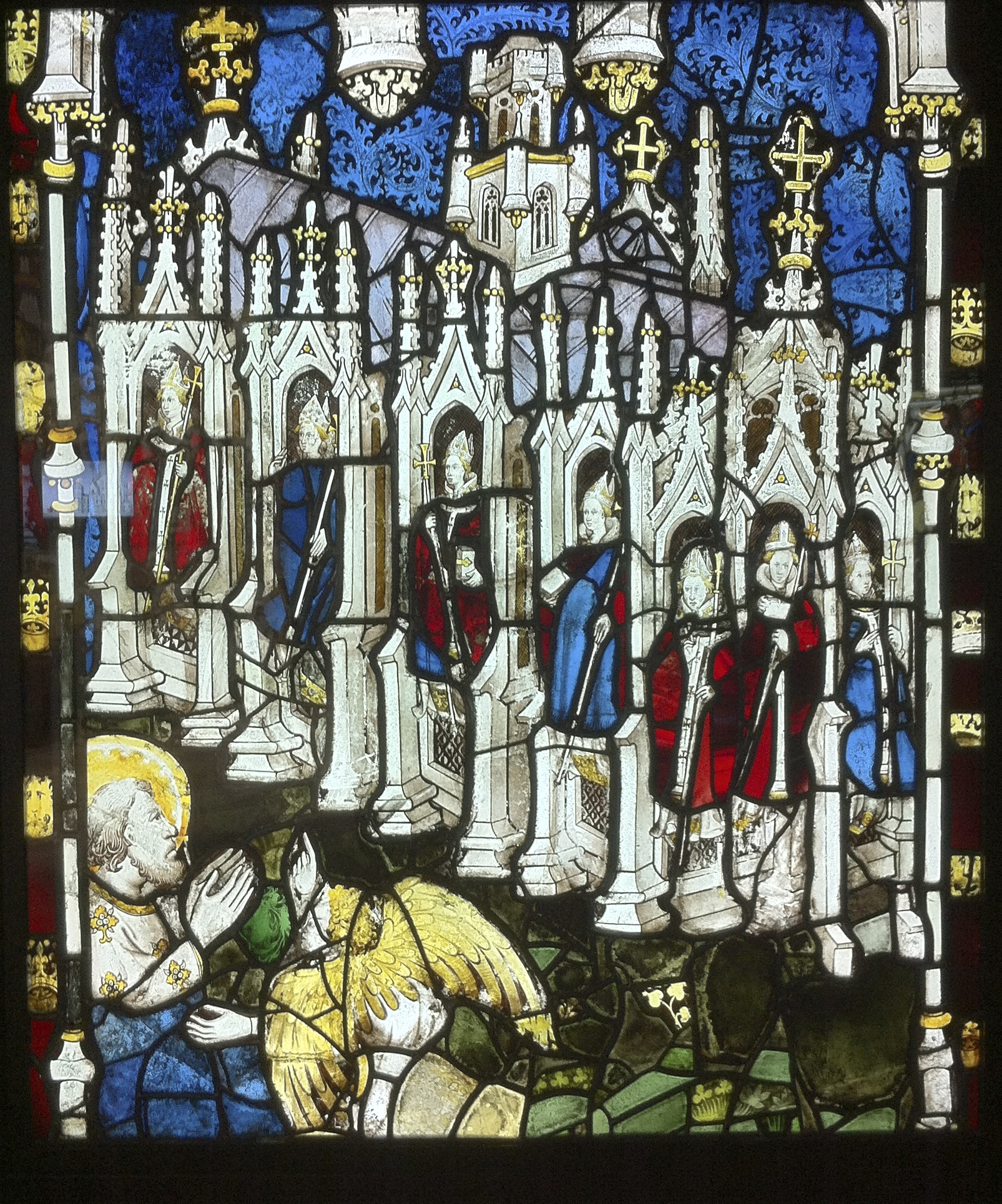
زجاج معشّق لجون ثورنتون في كاتدرائية يورك (الناشط 1405-1433)..